# Кармцов-Валльмов
Кармцов-Валльмов (нем. Carmzow-Wallmow) — община в Германии, в земле Бранденбург.
Входит в состав района Уккермарк. Подчиняется управлению Брюссов (Уккермарк).  Население составляет 678 человек (на 31 декабря 2010 года). Занимает площадь 31,86 км².
| Год  | Население |
| ---- | --------- |
| 2005 | 729       |
| 2010 | 668       |